# تیلکارا
تیلکارا (به اسپانیایی: Tilcara) یک منطقهٔ مسکونی در آرژانتین است که در Tilcara Department واقع شده‌است. تیلکارا ۵٬۶۴۰ نفر جمعیت دارد و ۲٬۴۶۵ متر بالاتر از سطح دریا واقع شده‌است.